# Воронцово (Пучежский район)
Воронцово — село в Пучежском районе Ивановской области России, входит в состав Сеготского сельского поселения.

## География
Село расположено в 10 км на юг от центра поселения села Сеготь и в 6 км на северо-запад от районного центра города Пучеж.

## История
В селе было 2 церкви: деревянная, построенная в 1754 году, перестроена в 1862 году, с главным престолом в честь Пресвятой Троицы и каменная церковь с колокольней, построенная в 1787 году, с главным престолом  в честь Благовещения Пресвятой Богородицы.
Воронцовская церковно-приходская школа основана в 1885 году. 
В XIX — первой четверти XX века село входило в состав Горбунихинской волости Юрьевецкого уезда Костромской губернии, с 1918 года — Иваново-Вознесенской губернии.
С 1929 года село являлось центром Воронцовского сельсовета Пучежского района Ивановской области, с 1954 года — в составе Летневского сельсовета, с 2005 года — в составе Сеготского сельского поселения.

## Население
| 1872 | 1897 | 1907 | 2002 | 2010 |
| ---- | ---- | ---- | ---- | ---- |
| 38   | →38  | ↘21  | ↗29  | ↘8   |

## Достопримечательности
В селе расположена деревянная действующая Церковь Благовещения Пресвятой Богородицы (1787).